# Lacinipolia intentata
Lacinipolia intentata är en fjärilsart som beskrevs av Smith 1898. Lacinipolia intentata ingår i släktet Lacinipolia och familjen nattflyn. Inga underarter finns listade i Catalogue of Life.